# Dipartimento di Coronel Felipe Varela
Coronel Felipe Varela è un dipartimento argentino, situato nella parte centro-occidentale della provincia di La Rioja, con capoluogo Villa Unión.
Esso confina a nord con il dipartimento di General Lamadrid, a est con quelli di Chilecito e Independencia, a sud e ad ovest con la provincia di San Juan.
Secondo il censimento del 2001, su un territorio di 9 184 km², la popolazione ammontava a 9 939 abitanti, con un aumento demografico del 21,00% rispetto al censimento del 1991.
Il dipartimento, come tutti i dipartimenti della provincia, è composto da un unico comune, con sede nella città di Villa Unión, e comprensivo di diversi altri centri urbani (localidades o entitades intermedias vecinales in spagnolo), tra cui:
- Aicuña
- Banda Florida
- Guandacol
- Los Palacios
- Los Tambillos
- Pagancillo
- Puerto Alegre
- Santa Clara